# Yuehu
Yuehu är ett stadsdistrikt och säte för stadsfullmäktige i Yingtan i Jiangxi-provinsen i södra Kina.